# 튀르키예계 키프로스 디아스포라
터키계 키프로스 디아스포라(Turkish Cypriot diaspora)는 키프로스섬 바깥에 거주하는 터키계 키프로스인을 가리키는 용어이다.

## 터키

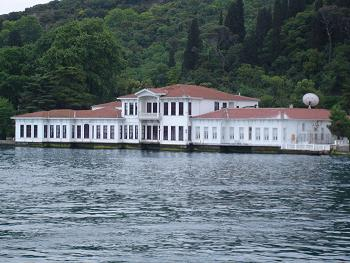
터키계 키프로스인 대재상이 보유했던 이스탄불 크브르슬르 메흐메드 에민 파스하 대저택으로, 현재도 후손들이 소유하고 있다.

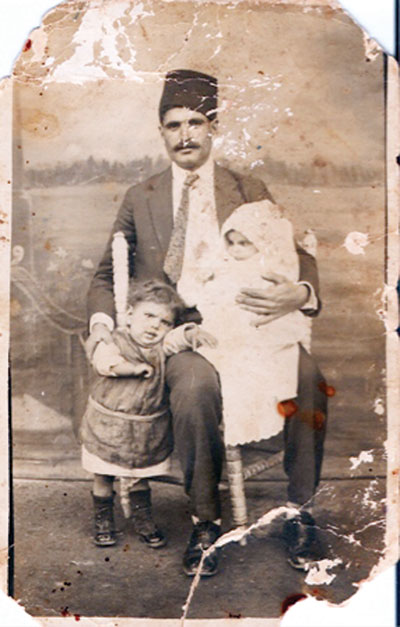
1935년 터키로 이주한 터키계 키프로스인 가족의 사진.

터키계 키프로스인의 터키로의 최초 이주는 1878년 오스만 제국이 키프로스를 영국에 넘겼을 때 발생했으며, 약 1만 5천 명 정도가 아나톨리아로 이주했다. 이주 행렬은 제1차 세계 대전 이후에도 계속되었으며 1920년대 중반 최고점을 찍었다. 제2차 세계 대전이 벌어질 때도 숫자는 계속 변화했지만 이주는 지속되었다.
1920년대 키프로스에서의 빈곤층의 삶이 심히 혹독했기 때문에, 경제적 이유로의 이주가 많았으며, 새로 성립된 터키 공화국에 대한 기대감과 이주한 터키인에 대한 지원 약속도 이주 열풍에 영향을 주었다. 또한 1925년 말 터키 정부는 로잔 조약에 따라 터키계 키프로스인은 터키 공화국으로 이주할 자격이 있으며, 이주한 가족들에게 집과 토지를 지급하겠다고 결정하였다. 터키로 이주한 사람이 정확히 몇 명인지는 밝혀지지 않았다.
터키의 신문은 1927년 터키의 국적을 희망한 사람 중 터키계 키프로스인 5000~6000명 가량이 이미 터키에 정착했다고 보도했다.
존-존스 신부는 1920년대 터키계 키프로스인의 터키로의 이주로 인한 인구통계학적 문제를 추정하였다.
"만약 터키계 키프로스인 공동체가 그리스계 키프로스인 공동체처럼 1881년~1931년 사이 101% 증가했다면 1931년에 91,300명이 될 텐데, 이는 열거된 수치보다 27,000이 더 많다. 지난 50년 동안 터키계 키프로스인이 이리 많이 이주하는 게 가능할까? 방금 제시한 사항을 고려한다면 그럴 수 있다. 1881년 45,000명에서 27,000명이 이주했다는 수치는 커 보일 수 있으나, 1920년대에 알려진 5,000명을 빼면 연평균 500명 정도밖에 되지 않으며, 아마 공동체 우두머리의 관심을 불러일으키거나, 공식 발표를 하거나, 어떠한 기록에 남기기에는 충분하지 않았을 것이다."
메틴 헤퍼와 빌게 크리스 또한 비슷한 관찰 결과를 남겼다.
키프로스로의 최초 이민 행렬은 1878년 오스만이 영국에 섬을 임대하기로 하면서 발생했으며 15,000명 가량이 아나톨리아로 옮겨갔다. 1923년 로잔 조약에 따라 섬이 영국에 할양되자 30,000명 정도가 터키로 왔다.
1955년 8월 31일 터키의 외교부 장 파틴 뤼슈튀 졸루는 런던 회담에서 키프로스에 대해 다음과 같이 발언하였다.
결과적으로, 오늘날 (1955년) 또한, 키프로스의 인구 수를 고려하면, 터키인 10만 명이 산다고 하는 것은 충분하지 않습니다. 대신, 2400만 터키인 중 10만 명이 그곳에 살고, 터키계 키프로스인 30만 명이 터키 여러 곳에 산다고 해야 합니다.

## 영국

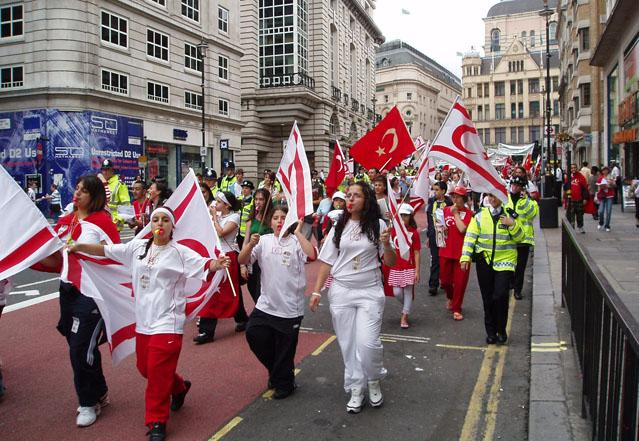
영국 런던에는 강한 터키계 키프로스 공동체가 있다.

터키계 키프로스인의 영국으로의 이민은 1914년 대영 제국이 키프로스를 합병한 이후 1920년 초부터 본격적으로 시작되었다. 일부는 학업이나 관광을 위해 도착했고, 또 일부는 키프로스 식민지에서의 경제적 및 정치적으로 어려운 삶을 피해 떠나왔다. 1929년 대공황으로 키프로스의 실업률과 저임금 문제가 심각해졌을 때 영국으로의 이민이 계속해서 증가하였다. 1950년대에 걸쳐 경제적인 이유로 계속 이민이 진행되었고 추정 수는 1958년 기준 8,500명까지 증가했다. 키프로스 매체에 이민 제한에 대한 소문이 돔에 따라 이민 숫자는 계속 늘었다.
1950년대에는 EOKA의 활동과 그리스로의 합병(에노시스)이라는 정치적인 이유로 영국으로의 이민이 증가했다. 1963년 한 차례 인종 간 싸움이 벌어졌고, 인구의 5분의 1 가량인 25,000명 정도가 영국 내부에서 망명하였다. 1964년대 키프로스의 정치적 및 경제적 불안으로 인해 이민자 수가 급증하였다. 터키계 키프로스인들이 자신들의 국가 북키프로스 튀르크 공화국을 선포한 이후 터키계 키프로스인에 대한 경제 제제가 가해졌으며, 이로 인해 투자나 수출 등이 곤란해져 북키프로스의 경제가 침체됨에 따라 이민은 계속 이루어졌다. 현재까지 대략 13만 명 정도의 터키계 키프로스인이 영국의 키프로스 점령 이후 영국으로 이주한 것으로 추정된다.
초기 이민자 다수는 런던의 의류 및 섬유 산업에 종사하였으며, 직종 특성상 남녀 구분이 적었다. 터키계 키프로스인들은 런던의 동북부에 집중되었으며 코트 등 '중의류' 산업이 많았다. 의류 산업의 특성상 영어 지식이 문제가 되지 않고 자영업 또한 가능했던 것도 장점으로 작용하였다.
2011년 영국 내무위원회의 보고서에 따르면 영국의 터키계 총 50만 명 중 30만 명 가량이 터키계 키프로스계로 추정된다.

## 오스트레일리아

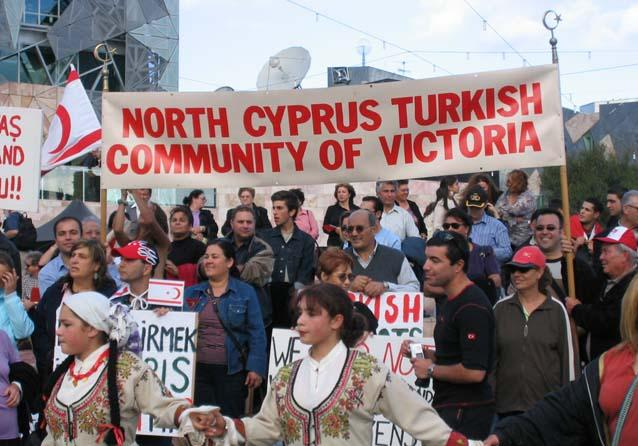
오스트레일리아 빅토리아의 터키계 키프로스인 공동체.

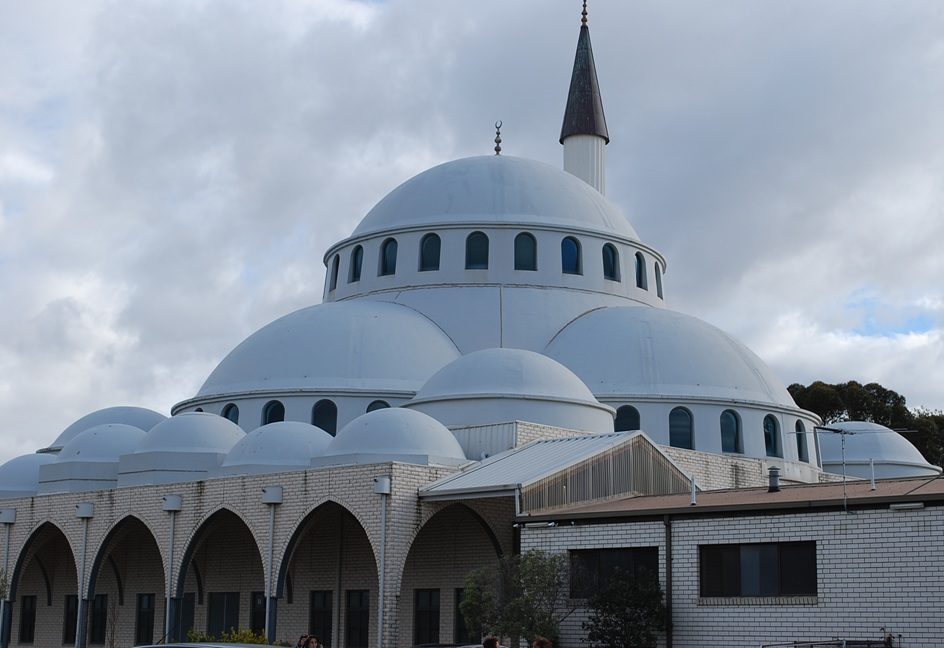
멜버른의 선샤인 모스크로, 1992년 터키계 키프로스인 이슬람 공동체가 지었다.

터키계 키프로스인의 오스트레일리아로의 이민은 1940년대 후반에 시작되었는데, 당시에는 백호주의로 인해 오스트레일리아로 이민이 가능한 유일한 무슬림이었다. 1940년 전 오스트레일리아 인구 조사에서는 키프로스로부터의 이민자 중 터키어를 주 언어로 사용하는 사람은 3명밖에 없었다고 기록되어 있다. 1940년대 후반 터키계 키프로스인 66명이 도착함으로서 오스트레일리아로의 이민 행렬이 시작되었다. 1947년부터 1956년까지 오스트레일리아에 사는 이민자는 350명이었다.
1955년부터 1960년 사이에는 그리스계 키프로스인이 영국을 몰아내고 키프로스와 그리스의 합병(에노시스)을 추진함에 따라 터키계 키프로스인의 정치적 입지가 불안정해졌다. 그리스계 키프로스인들의 합병 시도가 실패한 후 우익 EOKA가 1963년부터 1974년 동안 공격을 진행하였고, 이로 인한 공포로 터키계 키프로스인의 오스트레일리아로의 대탈출이 벌어졌다. 1974년에는 그리스 군사 정권의 도움으로 키프로스에서 쿠데타가 성공하자 키프로스가 그리스에 합병될 것이라는 두려움으로 더 큰 대탈출이 일어났다. 북키프로스의 설립 이후 경제 제제로 인해 그 후에도 이민은 계속 진행되었다.
초기 터키계 키프로스인 이민자 다수는 공장이나 농장에 종사하거나, 기반시설 건설 현장에서 일하였다. 일부는 기업을 설립해 기업가가 되기도 했다.

## 미국

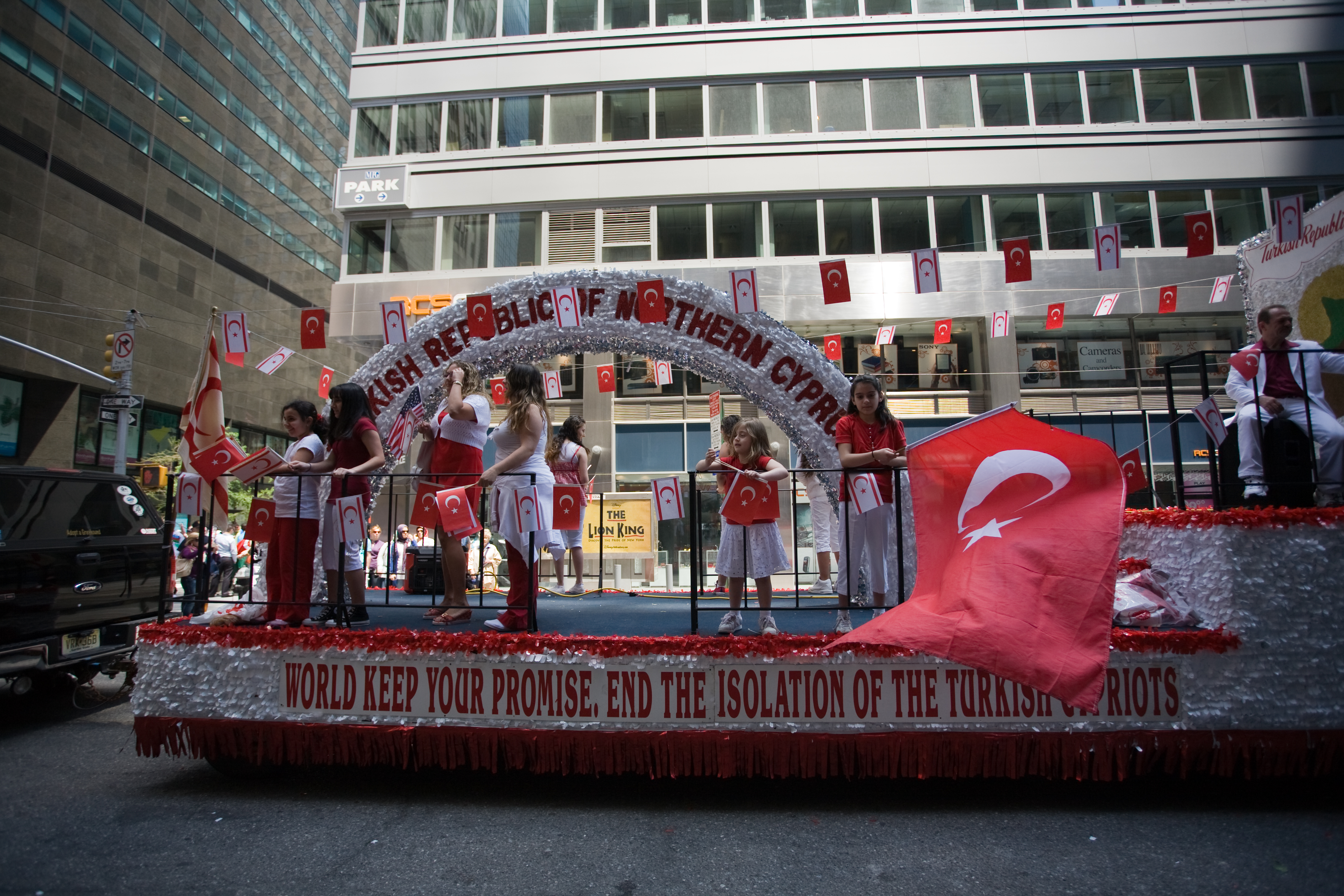
뉴욕에서 북키프로스 튀르크 공화국의 승인을 지지하는 터키계 키프로스계 미국인들.

미국에 처음 도착한 터키계 키프로스인은 1820년~1860년 사이에 도착하였으며 이민 이유는 종교적 및 정치적 박해였다. 오스만 제국이 키프로스를 영국에 할양한 후, 1878년부터 1923년 사이 약 2000명이 추가로 도착하였다. 1960년대부터 1974년까지 키프로스 분쟁의 영향으로 이민은 계속 이루어졌다. 1980년 미국 인구조사에 따르면 터키계 키프로스계 조상이 있다고 답한 사람은 1756명이었으며, 키프로스계인 2067명은 터키계인지 그리스계인지 확답하지 않았다. 2012년 10월 2일, 미국 의회가 최초의 "터키계 키프로스인의 날"을 기념하였다.

## 인구 수 추정치
| 나라                   | 유럽 평의회 (1993년 추정)     | 북키프로스 외교부 (2001년 추정) | 터키 과학기술연구위원회 (2016년 추정) | 기타 추정                                                  |
| ---------------------- | ----------------------------- | ------------------------------- | ------------------------------------- | ---------------------------------------------------------- |
| 튀르키예               | 300,000 (이민)                | 500,000                         | 500,000                               | 300,000 (1968년 추정) 자손 포함 60만 명 이상 (2018년 추정) |
| 영국                   | 100,000 (잉글랜드)            | 200,000                         | 300,000                               | 300,000-400,000 (자손 포함)                                |
| 오스트레일리아         | 30,000 (이민)                 | 40,000                          | 120,000                               | 120,000 (자손 포함)                                        |
| 북아메리카 미국 캐나다 | N/A 6,000 (이민) 6,000 (이민) | 10,000 N/A N/A                  | N/A 5,000 1,800                       | N/A 5,000 1,800                                            |
| 팔레스타인             | N/A                           | N/A                             | N/A                                   | 4,000 (20세기 초 터키계 키프로스인 신부)                   |
| 독일                   | N/A                           | N/A                             | 2,000                                 | 2,000                                                      |
| 뉴질랜드               | N/A                           | N/A                             | 1,600                                 | 1,600                                                      |
| 남아프리카 공화국      | N/A                           | N/A                             | "작은 사회"                           | N/A                                                        |
| 기타                   | N/A                           | 5,000                           | N/A                                   | N/A                                                        |

## 같이 보기
- 터키계 키프로스인
- 키프로스 분쟁

## 참고 문헌
- Ansari, Humayun (2004), 《The Infidel Within: Muslims in Britain since 1800》, C. Hurst & Co. Publishers, ISBN 978-1-85065-685-2.
- Atasoy, Ahmet (2011), “Kuzey Kıbrıs Türk Cumhuriyeti'nin Nüfus Coğrafyası” (PDF), 《Mustafa Kemal Üniversitesi Sosyal Bilimler Enstitüsü Dergisi》 8 (15): 29–62, 2020년 10월 26일에 원본 문서 (PDF)에서 보존된 문서, 2020년 11월 1일에 확인함
- Bridgwood, Ann (1995), 〈Dancing the Jar: Girls' Dress and Turkish Cypriot Weddings〉,   Eicher, Joanne Bubolz, 《Dress and Ethnicity: Change Across Space and Time》, Berg Publishers, ISBN 978-1-85973-003-4.
- Cassia, Paul Sant (2007), 《Bodies of Evidence: Burial, Memory, and the Recovery of Missing Persons in Cyprus》, Berghahn Books, ISBN 978-1-84545-228-5.
- Cleland, Bilal (2001), 〈The History of Muslims in Australia〉,   Saeed, Abdullah; Akbarzadeh, Shahram, 《Muslim Communities in Australia》, University of New South Wales, ISBN 0-86840-580-9.
- Heper, Metin; Criss, Bilge (2009), 《Historical Dictionary of Turkey》, Scarecrow Press, ISBN 978-0810860650.
- Hüssein, Serkan (2007), 《Yesterday & Today: Turkish Cypriots of Australia》, Serkan Hussein, ISBN 978-0-646-47783-1.
- Keser, Ulvi (2006), “Kıbrıs'ta Göç Hareketleri ve 1974 Sonrasında Yaşananlar” (PDF), 《Çağdaş Türkiye Araştırmaları Dergisi》 12 (Spring 2006): 103–129
- Nevzat, Altay (2005), 《Nationalism Amongst the Turks of Cyprus: The First Wave》 (PDF), Oulu University Press, ISBN 9514277503, 2016년 3월 3일에 원본 문서 (PDF)에서 보존된 문서, 2020년 11월 1일에 확인함.
- Panayiotopoulos, Prodromos; Dreef, Marja (2002), 〈London: Economic Differentiation and Policy Making〉,   Rath, Jan, 《Unravelling the rag trade: immigrant entrepreneurship in seven world cities》, Berg Publishers, ISBN 978-1-85973-423-0.
- Papadakis, Yiannis; Peristianis, Nicos; Welz, Gisela (2006), 《Divided Cyprus: Modernity, History, and an Island in Conflict》, Bloomington: Indiana University Press, ISBN 0-253-21851-9.
- St. John-Jones, L.W. (1983), 《Population of Cyprus: Demographic Trends and Socio-economic Influences》, Maurice Temple Smith Ltd, ISBN 0851172326.
- Yilmaz, Ihsan (2005), 《Muslim Laws, Politics and Society in Modern Nation States: Dynamic Legal Pluralisms in England, Turkey and Pakistan》, Ashgate Publishing, ISBN 0-7546-4389-1.
- Strüder, Inge R. (2003), 《Do concepts of ethnic economies explain existing minority enterprises? The Turkish speaking economies in London》 (PDF), http://www2.lse.ac.uk/: London School of Economics, ISBN 0-7530-1727-X, 2016년 3월 8일에 원본 문서 (PDF)에서 보존된 문서, 2020년 11월 1일에 확인함
- Tocci, Nathalie (2004), 《EU accession dynamics and conflict resolution: catalysing peace or consolidating partition in Cyprus?》, Ashgate Publishing, ISBN 0-7546-4310-7.